# Gabriel Malzaire

Wappen von Gabriel Malzaire als Erzbischof

Wappen von Gabriel Malzaire als Bischof von Roseau

Gabriel Malzaire (* 4. Oktober 1957 in Mon Repos) ist ein lucianischer Geistlicher und römisch-katholischer Erzbischof von Castries.

## Leben
Gabriel Malzaire studierte am Regionalseminar in Trinidad und Tobago und empfing am 28. Juli 1985 die Priesterweihe. An der Päpstlichen Universität Gregoriana wurde er mit einer Dissertation über die Lehre Papst Paul VI. zur Gegenwart Christi in der Eucharistie und in den Armen im Fach Systematische Theologie promoviert.
Papst Johannes Paul II. ernannte ihn am 10. Juli 2002 zum Bischof von Roseau. Die Bischofsweihe spendete ihm der Erzbischof von Castries, Kelvin Felix, am 4. Oktober desselben Jahres; Mitkonsekratoren waren Edward Joseph Gilbert CSsR, Erzbischof von Port of Spain, und Edgerton Roland Clarke, Erzbischof von Kingston in Jamaika.
Von 2007 bis 2011 verwaltete er während der Sedisvakanz das Bistum Saint John’s-Basseterre als  Apostolischer Administrator.
Bei der 61. Vollversammlung der Römisch-katholische Kirche in der Karibik Antilles Episcopal Conference (AEC) im Mai 2017 wurde er zu deren Vorsitzenden gewählt.
Am 11. Februar 2022 ernannte ihn Papst Franziskus zum Erzbischof von Castries. Die Amtseinführung von Gabriel Malzaire fand am 24. April desselben Jahres statt. Das Bistum Roseau verwaltete er bis zur Amtseinführung seines Nachfolgers Kendrick John Forbes am 25. Juli 2024 weiter als Apostolischer Administrator.

## Veröffentlichungen
- The Identity and the Mission of the Church as Illumined by the Teaching of Paul VI on the Analogy Between the Presence of Christ in the Eucharist and the Poor and Suffering (Dissertation), Rom 2000.
- A Decade of Grace. Homilies, messages and teachings. Roseau 2012.